# Olios ferox
Olios ferox là một loài nhện trong họ Sparassidae.
Loài này thuộc chi Olios. Olios ferox được Tord Tamerlan Teodor Thorell miêu tả năm 1892.